# Апеллиане
Апеллиа́не или апелли́ты (др.-греч. ἀπελλιανοί; лат. apellitæ; др.-рус. аполианє) — христианское течение гностического характера II века, названное по имени основателя их учения — Апеллеса (др.-греч. Ἀπελλῆς; лат. Apelles, Apellis).
Апеллес и апеллиане описаны многими авторами: Тертуллианом в сочинениях «О прескрипции», «Против Апеллеса» (лат. «Adversus Apelletianos»), «Против Маркиона»; Евсевием Кесарийским в «Церковной истории»; Филастрием в книге «Liber de Haeresibus», у него апеллиане это 47 ересь; Епифанием в «Панарионе» в числе 80 ересей и Иоанном Дамаскиным в книге «О ста ересях вкратце», у обоих авторов это 44 ересь; Августином в книге «De Haeresibus ad Quodvultdeum Liber Unus», у него апеллиане это 23 ересь; Феодорит Кирский в сочинении «Басни еретиков, или история ересей, изложенная в пяти книгах» в первой книге посвящает Апеллесу 25 главу. Исидор Севильский в восьмом томе книги «Этимологии» пишет об этой ереси под 12 номером.
Апеллиане верили, что существует одно начало в мире — это Бог; но при этом апеллиане отрицали промысл Божий. Бог, согласно их вероучению, создал другого бога; этот Второй бог (Димиург)  создаёт небо и землю, и всё, что существует в мире. Второй бог не добрый; всё, что им создано — небо и земля и всё материальное сделано им по злому его замыслу. Иисус Христос собрал Себе тело от четырёх стихий: от сухого начала он взял сухое, от тёплого — тёплое, от влажного — влажное, от холодного — холодное. Христос в человеческом теле истинно явился в мире, и научил людей вышнему ведению, то есть научил презирать Демиурга. Христос пострадал своим телом, был распят, погребён, истинно воскрес; затем воскресшую плоть явил ученикам своим. После этого Христос разложил принятое на себя человеческое тело на четыре части; возвратил назад каждой стихии ей принадлежавшее: тёплое — тёплому, холодное — холодному, сухое — сухому, влажное — влажному; и таким образом опять разрешившись от плотского тела, вознёсся на небо, откуда и пришёл.